# Euspondylus maculatus
Espèce
Synonymes
- Ecpleopus fraseri O’Shaughnessy, 1879

Euspondylus maculatus est une espèce de sauriens de la famille des Gymnophthalmidae.

## Répartition
Cette espèce se rencontre en Équateur et au Pérou.

## Publication originale
- Tschudi, 1845 : Reptilium conspectus quae in Republica Peruana reperiuntur et pleraque observata vel collecta sunt in itenere. Archiv für Naturgeschichte, vol. 11, no 1, p. 150-170 (texte intégral).